# István Halász
István Halász (ur. 12 października 1951 w Rakamaz, zm. 4 czerwca 2016) – węgierski piłkarz grający na pozycji pomocnika. W swojej karierze rozegrał 4 mecze w reprezentacji Węgier, w których strzelił 2 gole.

## Kariera klubowa
Karierę piłkarską Halász rozpoczął w klubie Rakamaz. W 1974 roku przeszedł do Tatabányai Bányász SC. W sezonie 1974/1975 zadebiutował w nim w pierwszej lidze węgierskiej. W 1978 roku odszedł z klubu z miasta Tatabánya do Vasasu Budapeszt. W sezonie 1980/1981 zdobył z Vasasem Puchar Węgier. W 1982 roku odszedł do Nyíregyházi VSSC, gdzie występował do 1984 roku. Następnie został piłkarzem Dorogi Bányász, w którym grał w sezonie 1984/1985. Z kolei w sezonie 1985/1986 był zawodnikiem Oroszlányi Bányász i w nim też zakończył karierę.

## Kariera reprezentacyjna
W reprezentacji Węgier Halász zadebiutował 9 listopada 1977 roku w zremisowanym 1:1 towarzyskim meczu z Czechosłowacją, w którym zdobył gola. W 1978 roku został powołany do kadry na Mistrzostwa Świata w Argentynie. Na Mundialu rozegrał jedno spotkanie, z Włochami (1:3). Od 1977 do 1978 roku rozegrał w kadrze narodowej 4 mecze, w których strzelił 2 gole.
| Mecze i gole w reprezentacji | Mecze i gole w reprezentacji | Mecze i gole w reprezentacji | Mecze i gole w reprezentacji | Mecze i gole w reprezentacji | Mecze i gole w reprezentacji | Mecze i gole w reprezentacji |
| #                            | Data                         | Stadion                      | Rywal                        | Wynik                        | Gol                          | Rozgrywki                    |
| 1977                         | 1977                         | 1977                         | 1977                         | 1977                         | 1977                         | 1977                         |
| ---------------------------- | ---------------------------- | ---------------------------- | ---------------------------- | ---------------------------- | ---------------------------- | ---------------------------- |
| 1.                           | 09.11.1977                   | Praga, Czechosłowacja        | Czechosłowacja               | 1:1                          | 1                            | towarzyski                   |
| 2.                           | 30.11.1977                   | La Paz, Boliwia              | Boliwia                      | 3:2                          | 1                            | el. MŚ 1978 - baraż          |
| 1978                         |                              |                              |                              |                              |                              |                              |
| 3.                           | 15.04.1978                   | Budapeszt, Węgry             | Czechosłowacja               | 2:1                          | 0                            | towarzyski                   |
| 4.                           | 06.06.1978                   | Mar del Plata, Argentyna     | Włochy                       | 1:3                          | 0                            | el. MŚ 1978                  |